# Szansa dla karierowicza
Szansa dla karierowicza – amerykańska komedia z 1991 roku.

## Fabuła
Jim Dodge to lekkoduch i kłamca bez żadnych planów na przyszłość, zaś piękna Josie McClellan to córka miejscowego biznesmena, marząca o wyprowadzeniu się z domu. Pewnego razu Josie zasypia w przebieralni i zostaje zamknięta w supermarkecie w którym pracuje Jim. Chłopak odkrywa jej obecność. Oboje chodzili razem do liceum i zaczynają wspominać szkolne lata. Rozmowę przerywa pojawienie się dwóch złodziei. W pewnym momencie dziewczyna zaczyna im pomagać, jednak to tylko podstęp.

## Główne role
- Frank Whaley – Jim Dodge
- Jennifer Connelly – Josie McClellan
- Dermot Mulroney – Nestor Pyle
- Kieran Mulroney – Gil Kinney
- John M. Jackson – Bud Dodge
- Jenny O’Hara – Dotty Dodge
- Noble Willingham – Roger Roy McClellan